# Política de la Polinesia Francesa
La política de la Polinesia Francesa se desarrolla en el marco de una colectividad de ultramar francesa representativa parlamentaria democrática, en la que el presidente de la Polinesia Francesa es el jefe de gobierno, y de un sistema multipartidista. El poder ejecutivo lo ejerce el gobierno. El poder legislativo recae tanto en el gobierno como en la Asamblea de la Polinesia Francesa.
Entre 1946 y 2003, la Polinesia Francesa tuvo el estatus de territorio de ultramar (en francés: territoire d'outre-mer, o TOM). En 2003 se convirtió en una colectividad de ultramar (francés: colectivité d'outre-mer, o COM). Su ley estatutaria de 27 de febrero de 2004 le otorga la designación particular de "país de ultramar" para subrayar la gran autonomía del territorio.

## Rama ejecutiva
El Presidente de la República Francesa está representado por el Alto Comisionado de la República en la Polinesia Francesa (Haut-Commissaire de la République en Polynésie française). El gobierno está encabezado por el presidente de la Polinesia Francesa. Presenta como Consejo de Ministros una lista de miembros de la Asamblea Territorial, la Asamblea de la Polinesia Francesa (Assemblée de la Polynésie française), para su aprobación para servir como ministros. Se ha insinuado que el nuevo presidente electo el 14 de septiembre será un presidente interino antes de una nueva ronda de nuevas elecciones parlamentarias que se espera que tenga lugar a finales de año, seguidas de una nueva elección presidencial.

## Poder Legislativo
La Polinesia Francesa elige la Asamblea de la Polinesia Francesa (Assemblée de la Polynésie française ), la legislatura unicameral a nivel territorial. La Asamblea de la Polinesia Francesa tiene 57 miembros, elegidos por un período de cinco años por representación proporcional en distritos electorales de varios escaños. Desde las elecciones territoriales del 6 de marzo de 2001, el proyecto de ley de paridad obliga ahora a que el número de mujeres coincida con el número de hombres en la Asamblea.

## Partidos políticos y elecciones
| Fiesta | Primera ronda | Primera ronda | Segunda ronda | Segunda ronda | Segunda ronda | Segunda ronda |
| Fiesta | Votos         | %             | Votos         | %             | Asientos      | +/–           |
| --- | ------------- | ------------- | ------------- | ------------- | ------------- | ------------- |
| Tahoera'a Huiraatira | 51,316        | 40,16         | 62,340        | 45.11         | 38            | +28           |
| Unión por la Democracia | 30,781        | 24.09         | 40,441        | 29,26         | 11            | –8            |
| A Tia Porinetia | 25,453        | 19,92         | 35,421        | 25,63         | 8             | Nuevo         |
| Todos los polinesios | 7.293         | 5.71          |               |               |               |               |
| Ia Tura to'u Femus | 4.553         | 3,56          |               |               |               |               |
| Te Ara Ti'a | 3.956         | 3.10          |               |               |               |               |
| Te Hiti Tau Api | 3,079         | 2,41          |               |               |               |               |
| Manifestación por el respeto de la población polinesia | 885           | 0,69          |               |               |               |               |
| Amuitahiraa Huiraatira | 452           | 0,35          |               |               |               |               |
| Votos inválidos / en blanco | 1,621         | -             | 1.412         | -             | -             | -             |
| Total | 129,389       | 100           | 139,614       | 100           | 57            | 0             |
| Votantes registrados / participación | 195.835       | 66.07         | 191,799       | 72,79         | -             | -             |
| Fuente: Tahiti News, Tahiti NewsUso incorrecto de la plantilla enlace roto (enlace roto disponible en Internet Archive; véase el historial, la primera versión y la última). |               |               |               |               |               |               |

Los miembros de la Asamblea de la Polinesia Francesa son elegidos en 6 distritos electorales o circunscripciones electorales diferentes (en francés: circonscriptions électorales) que difieren ligeramente de las subdivisiones administrativas (Subdivisiones administrativas) en las Islas Tuamotu y Gambier. Las 6 circunscripciones electorales (Circonscriptions électorales) son:
- Circunscripción electoral de las Islas de Barlovento (Circonscription des Îles du Vent) (37 miembros)
- Circunscripción electoral de las Islas de Sotavento (Circonscription des Îles Sous-le-Vent) (8 miembros)
- Circunscripción electoral de las Islas Australes (Circonscription des Îles Australes) (3 miembros)
- Circunscripción electoral de las islas Gambier y las islas Tuamotu Orientales (Circonscription des Îles Gambier et Tuamotu Est) (3 miembros)
- Circunscripción electoral de las islas Tuamotu Occidentales (Circonscription des Îles Tuamotu Ouest) (3 miembros)
- Circunscripción electoral de las Islas Marquesas (Circonscription des Îles Marquises) (3 miembros)

## Divisiones administrativas
La Polinesia Francesa tiene 5 subdivisiones administrativas (en francés: subdivisions administratives), las cuales son:
- Islas de Barlovento (en francés: Îles du Vent u oficialmente subdivisión administrativa des Îles du Vent) (Las subdivisiones administrativas de las Islas de Barlovento y las Islas de Sotavento son parte de las Islas de la Sociedad).
- Islas de Sotavento (en francés: Îles Sous-le-Vent u oficialmente subdivisión administrativa des Îles Sous-le-Vent) (Las subdivisiones administrativas de las Islas de Barlovento y las Islas de Sotavento son parte de las Islas de la Sociedad).
- Islas Marquesas (en francés: (Îles) Marquises u oficialmente subdivisión administrativa des (Îles) Marquises).
- Islas Australes (en francés: (Îles) Australes u oficialmente subdivisión administrativa des (Îles) Australes) (incluidas las Islas Bass).
- Tuamotu-Gambier (en francés: (Îles) Tuamotu-Gambier o oficialmente subdivisión administrativa des (Îles) Tuamotu-Gambier) (las islas Tuamotus y Gambier).

La Isla Clipperton (en francés: Île de Clipperton), frente a la costa de México, anteriormente era administrada por Francia desde la Polinesia Francesa.